# Robert de Caumont
Pour les articles homonymes, voir Caumont.
Robert de Caumont, de son nom complet Robert Montcornet De Caumont, né le 16 février 1930 à Paris 17e (Seine) et mort le 14 août 2017 à Boulogne-Billancourt, est un homme politique français socialiste.

## Biographie

### Jeunesse et études
Robert de Caumont effectue ses études secondaires au lycée Pasteur, puis aux lycées Charlemagne et Condorcet. Il est diplômé de l'Institut d'études politiques de Paris. Il est un ancien élève de l'ENA (promotion France-Afrique).

### Parcours professionnel
Il préside le conseil d'administration du parc national des Écrins de 1981 à 1985. Il est le rapporteur de la première loi montagne.
Il enseigne à l'IEP de Paris.
Robert de Caumont meurt le 14 août 2017 à l'âge de 87 ans, à Boulogne-Billancourt.

## Détail des fonctions et des mandats

### Mandat parlementaire
- 21 juin 1981 - 1er avril 1986 : Député de la 2e circonscription des Hautes-Alpes[6].